# Jicarillaapacher

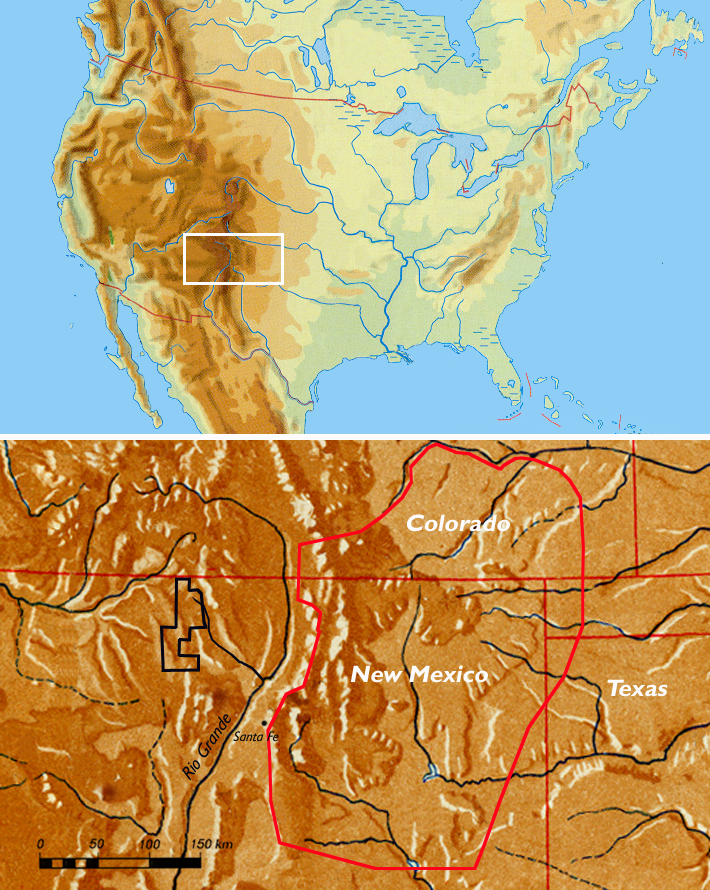
Traditionellt bosättningsområde för Jicarillaapacherna med röda gränser.

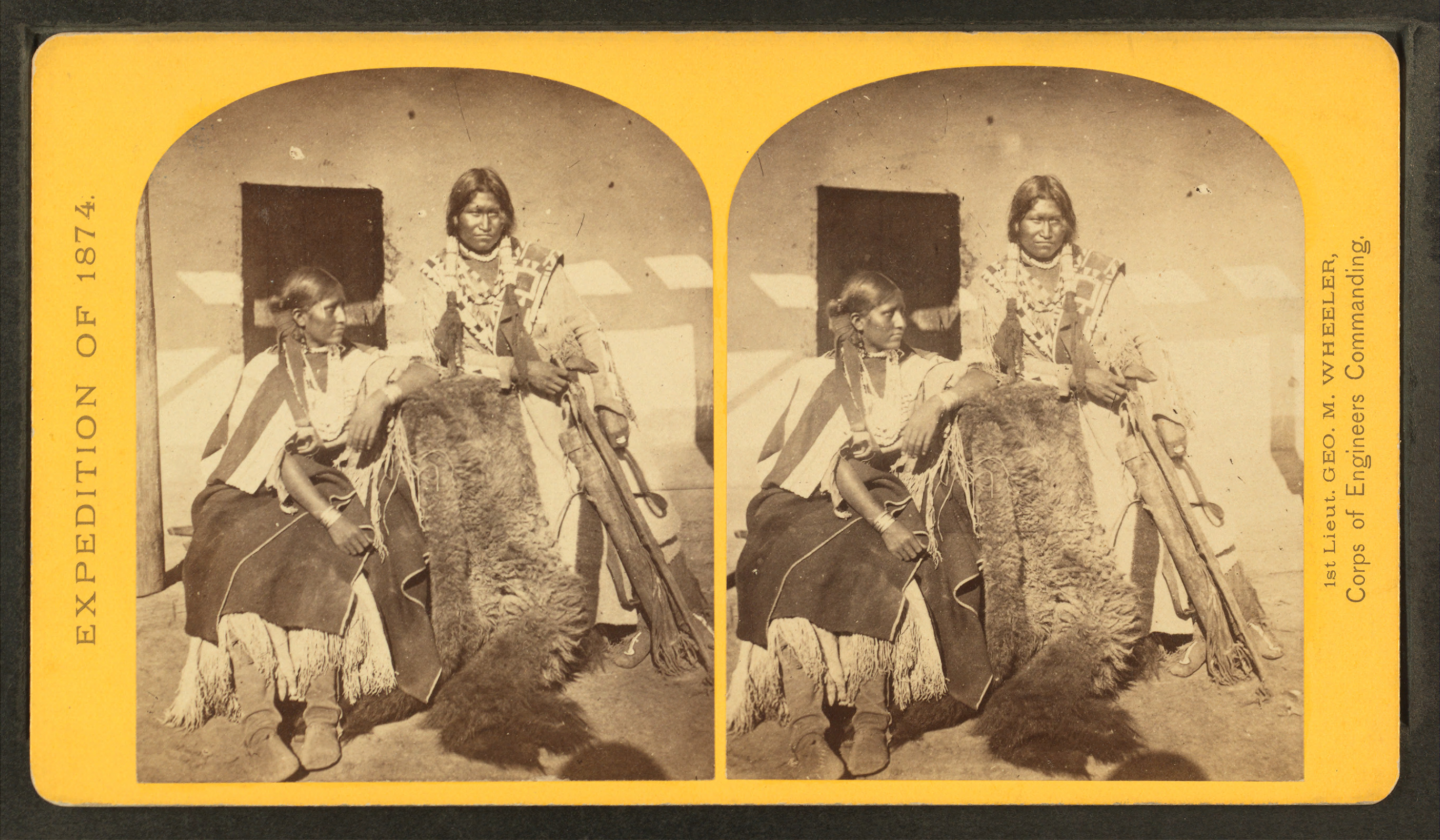
Ett nygift par Jicarillaapacher 1874.

Jicarillaapacher är en nordamerikansk urbefolkning som talar ett sydathabaskiskt språk och tillhör den apachiska kulturgruppen. Deras traditionella bosättningsområde var i norra New Mexico och södra Colorado. Idag tillhör många indiannationen Jicarilla Apache Nation.

## Demografi
I början på 1900-talet bestod reservatsbefolkningen av cirka 800 Jicarilla.
Vid folkräkningen 2000 rapporterade 3 500 människor att de räknade de sig som helt eller delvis Jicarilla.

## Traditionella förhållanden
Jicarillas traditionella kultur innehöll drag från tre kulturgrupper. Den grundläggande kulturen var apachisk, men den materiella kulturen och krigföringen pekade mot prärieindianerna, medan jordbrukskulturen och ritualväsendet pekade mot puebloindianerna. Bland Jicarilla fanns två inriktningar i livsstilen: dels ett halvbofast jordbruksliv, dels ett kringströvande jaktliv, där man jagade buffel på prärien men återvände till New Mexico på vintrarna för att handla och övervintra nära puebloindianerna.
Jicarilla bestod av två namngivna band:
- Oleros (krukmakarna), som följde den halvbofasta livsstilen.
- Llaneros (präriefolket), som följde den kringströvande livsstilen.

Det fanns ingen kulturell eller språklig skillnad mellan dessa två band, enbart en geografisk; mellan norra och södra delen av bosättningsområdet.